# Stor bladkaktus
Stor bladkaktus (Epiphyllum oxypetalum) är en art i familjen kaktusväxter. Den förekommer naturligt i Mexiko och söderut till norra Sydamerika. Arten odlas som krukväxt för de vackra blommorna.
Den kallas även ibland felaktigt för nattens drottning eller nattens prinsessa.